# Steve Montador
Steve Montador (Vancouver, 21 december 1979 – Mississauga, 15 februari 2015) was een Canadees ijshockeyer. Montador speelde voor de Calgary Flames, Florida Panthers, Anaheim Ducks, Boston Bruins, Buffalo Sabres en Chicago Blackhawks in de National Hockey League (NHL). Hij speelde gedurende zijn carrière 571 officiële competitiewedstrijden, hij scoorde hierin 33 keer. Hij beëindigde zijn carrière in 2014 in Zagreb.
In 2015 vond een vriendin hem dood terug in zijn huis in Mississauga. Hij overleed aan een degeneratieve ziekte, bijvoorbeeld Chronic traumatic encephalopathy. Montador werd 35 jaar oud.
- Library of Congress Control Number: no2017136324
- Virtual International Authority File: 1145149844940402960008
- WorldCat: E39PBJqk9vqY7T4v9xRDkJ4rMP